# غرافنفور
غرافنور (بالألمانية: Grafenwöhr)، مدينة في مقاطعة نويشتات أن در فالدناب، في منطقة بالاتينات العليا في شرق بافاريا، ألمانيا. وهي معروفة على نطاق واسع بوجود قاعدة عسكرية للجيش الأمريكي ومنطقة التدريب، والتي تسمى منطقة تدريب Grafenwoehr (ثكنات البرج) وتقع جنوب وغرب المدينة مباشرة.

## المناخ
يظهر الجدول التالي التغييرات المناخية على مدار السنة لغرافنفور:
| البيانات المناخية لـغرافنفور      | البيانات المناخية لـغرافنفور | البيانات المناخية لـغرافنفور | البيانات المناخية لـغرافنفور | البيانات المناخية لـغرافنفور | البيانات المناخية لـغرافنفور | البيانات المناخية لـغرافنفور | البيانات المناخية لـغرافنفور | البيانات المناخية لـغرافنفور | البيانات المناخية لـغرافنفور | البيانات المناخية لـغرافنفور | البيانات المناخية لـغرافنفور | البيانات المناخية لـغرافنفور | البيانات المناخية لـغرافنفور |
| الشهر                             | يناير                        | فبراير                       | مارس                         | أبريل                        | مايو                         | يونيو                        | يوليو                        | أغسطس                        | سبتمبر                       | أكتوبر                       | نوفمبر                       | ديسمبر                       | المعدل السنوي                |
| --------------------------------- | ---------------------------- | ---------------------------- | ---------------------------- | ---------------------------- | ---------------------------- | ---------------------------- | ---------------------------- | ---------------------------- | ---------------------------- | ---------------------------- | ---------------------------- | ---------------------------- | ---------------------------- |
| متوسط درجة الحرارة الكبرى °م (°ف) | 1 (33)                       | 3 (37)                       | 7 (45)                       | 12 (54)                      | 18 (64)                      | 21 (69)                      | 23 (73)                      | 22 (72)                      | 18 (65)                      | 13 (55)                      | 6 (42)                       | 2 (35)                       | 12 (54)                      |
| متوسط درجة الحرارة الصغرى °م (°ف) | −6 (22)                      | −5 (23)                      | −2 (28)                      | 1 (34)                       | 6 (42)                       | 8 (47)                       | 10 (50)                      | 10 (50)                      | 7 (44)                       | 3 (37)                       | −1 (31)                      | −4 (25)                      | 2 (36)                       |
| الهطول مم (إنش)                   | 48 (1.9)                     | 38 (1.5)                     | 43 (1.7)                     | 41 (1.6)                     | 56 (2.2)                     | 74 (2.9)                     | 69 (2.7)                     | 61 (2.4)                     | 51 (2)                       | 46 (1.8)                     | 51 (2)                       | 56 (2.2)                     | 630 (24.9)                   |
| متوسط أيام هطول الأمطار           | 15                           | 12                           | 13                           | 12                           | 14                           | 15                           | 12                           | 12                           | 12                           | 11                           | 15                           | 15                           | 158                          |
| المصدر: Weatherbase               |                              |                              |                              |                              |                              |                              |                              |                              |                              |                              |                              |                              |                              |

## معرض صور

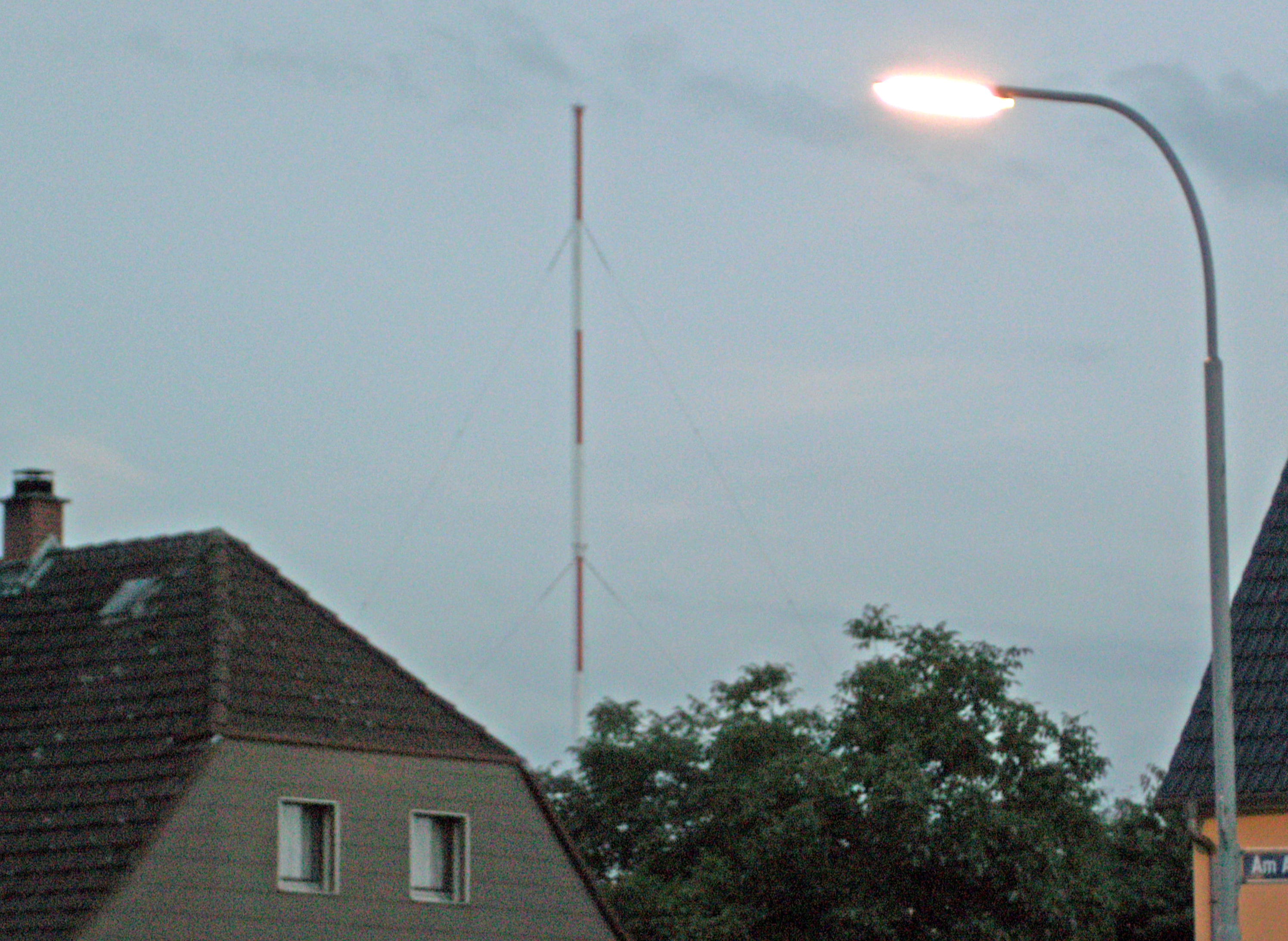
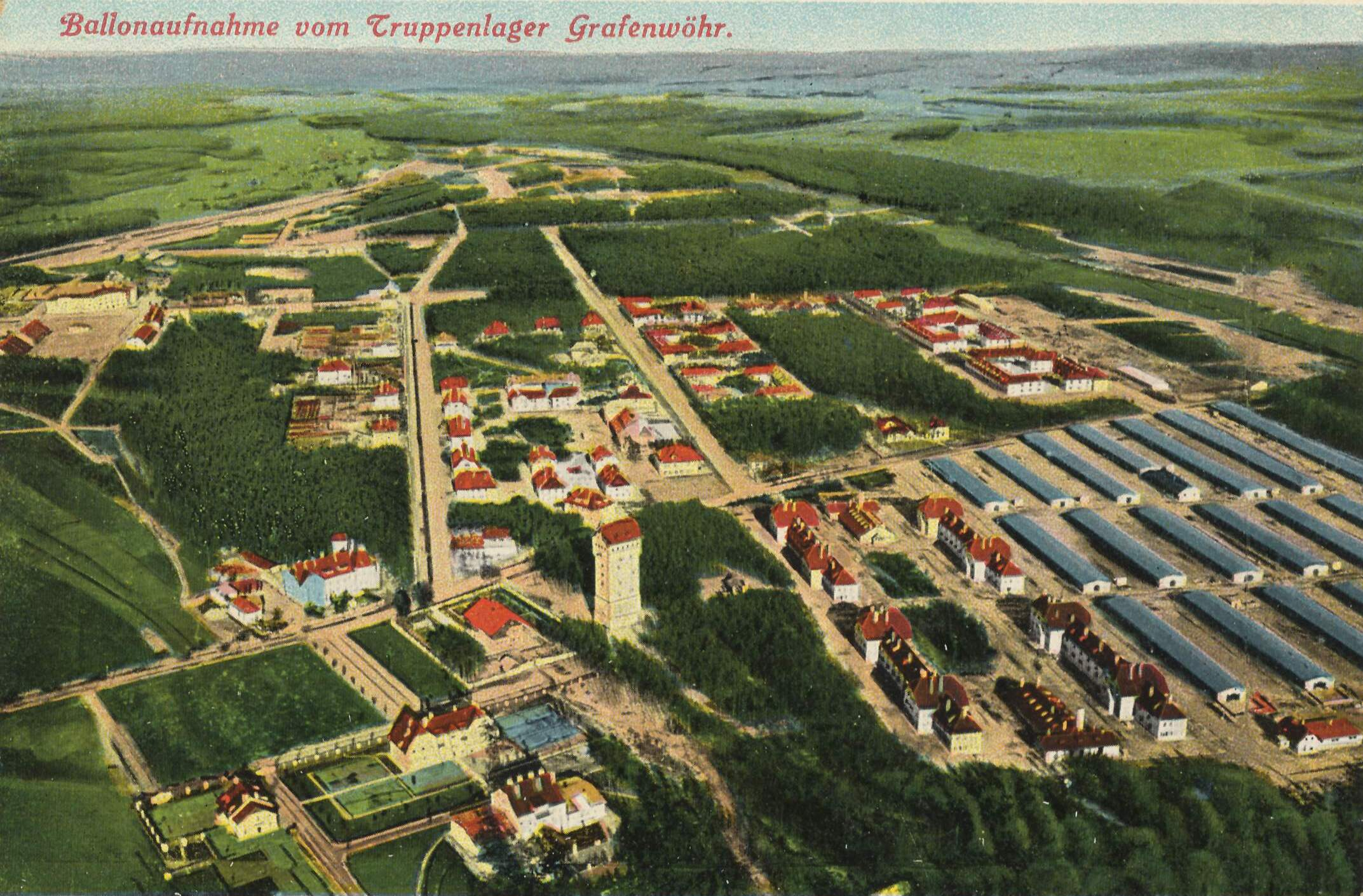
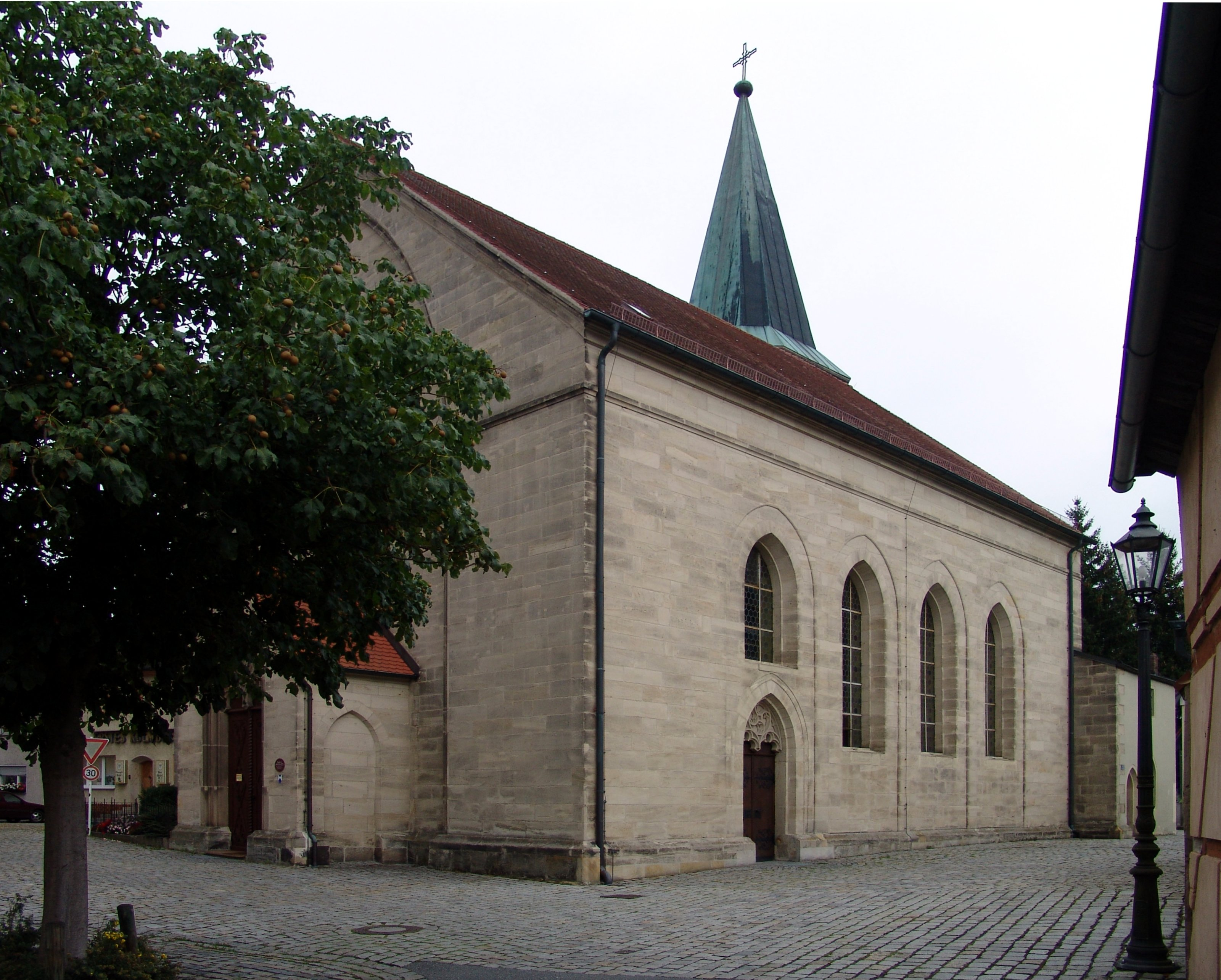
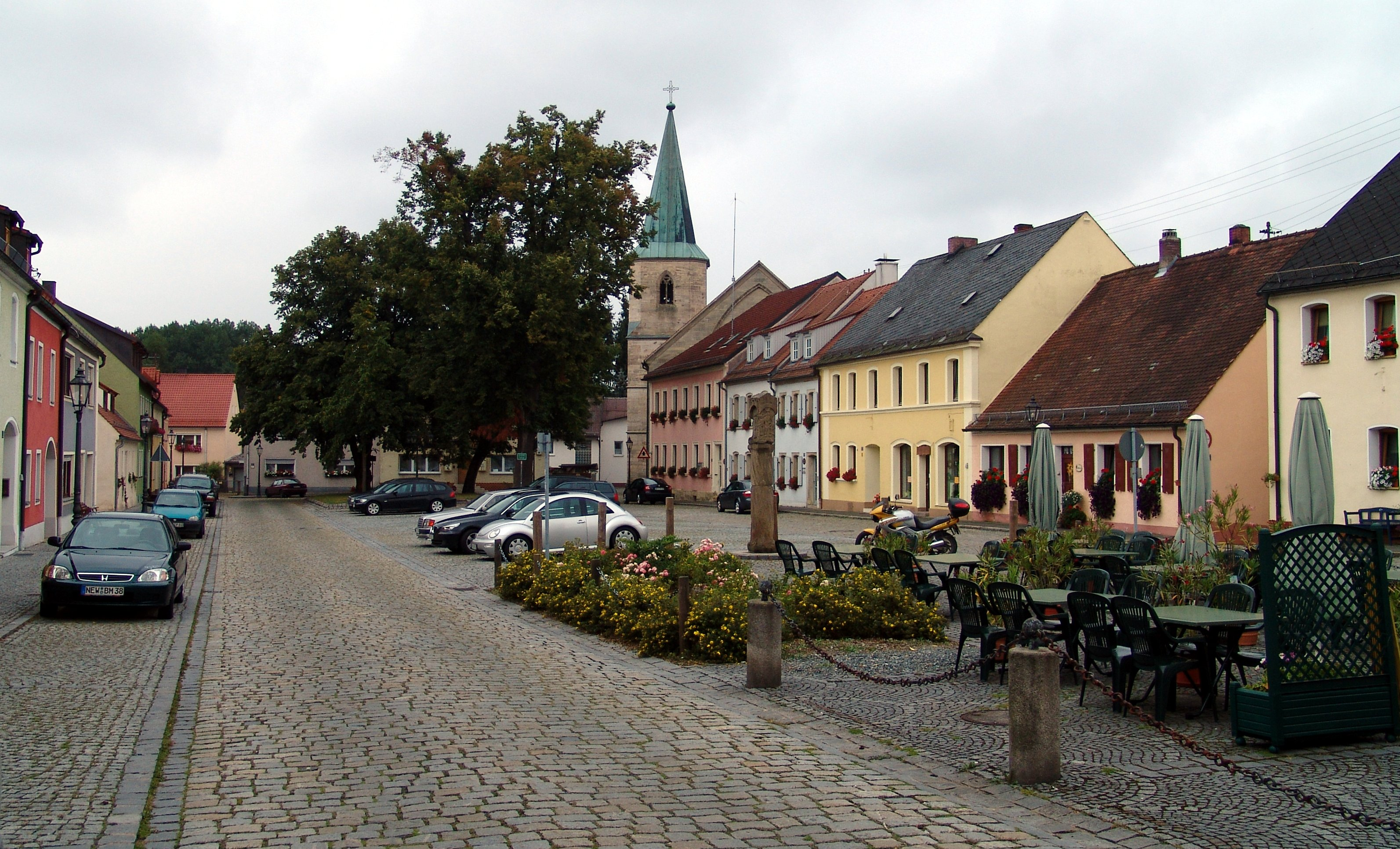